# Distrito de Kladno
El Distrito de Kladno (en checo: Okres Kladno) es un distrito de la Región de Bohemia Central, en la República Checa. Su capital es Kladno. 

## Localidades (población año 2018)
- Běleč 322
- Běloky 182
- Beřovice 374
- Bílichov 194
- Blevice 288
- Brandýsek 1897
- Braškov 1056
- Bratronice 925
- Buštěhrad 3407
- Černuc 996
- Chržín 256
- Cvrčovice753
- Doksy 1651
- Dolany 270
- Dřetovice 485
- Dřínov 327
- Drnek 171
- Družec 1055
- Hobšovice 372
- Hořešovice 256
- Hořešovičky 131
- Horní Bezděkov 631
- Hospozín 518
- Hostouň 1166
- Hradečno 496
- Hrdlív 503
- Hřebeč 2087
- Jarpice 286
- Jedomělice 390
- Jemníky 282
- Kačice 1223
- Kamenné Žehrovice 1736
- Kamenný Most 428
- Kladno 68 804
- Klobuky 1010
- Kmetiněves 290
- Knovíz 561
- Koleč 588
- Královice 223
- Kutrovice 114
- Kvílice 78
- Kyšice 632
- Lány 2112
- Ledce 470
- Lhota 644
- Libochovičky 54
- Libovice 374
- Libušín 3255
- Lidice 563
- Líský 113
- Loucká 143
- Makotřasy 448
- Malé Kyšice 494
- Malé Přítočno 240
- Malíkovice 391
- Neprobylice 167
- Neuměřice 440
- Otvovice 801
- Páleč 207
- Pavlov 183
- Pchery 1954
- Plchov 183
- Pletený Újezd 538
- Podlešín 326
- Poštovice 222
- Pozdeň 460
- Přelíc 398
- Řisuty 339
- Sazená 329
- Slaný 15 613
- Šlapanice 183
- Slatina 602
- Smečno 1965
- Stehelčeves 943
- Stochov 5468
- Stradonice 128
- Studeněves 478
- Svárov 600
- Svinařov 731
- Třebichovice 589
- Třebíz 235
- Třebusice 506
- Tuchlovice 2523
- Tuřany 586
- Uhy 374
- Unhošť 4711
- Velká Dobrá 1773
- Velké Přítočno 1038
- Velvary 3031
- Vinařice 2089
- Vraný 744
- Vrbičany 226
- Zájezd 125
- Zákolany 567
- Želenice 195
- Zichovec 145
- Žilina 808
- Žižice 668
- Zlonice 2269
- Zvoleněves 876